# Ilka Bessin

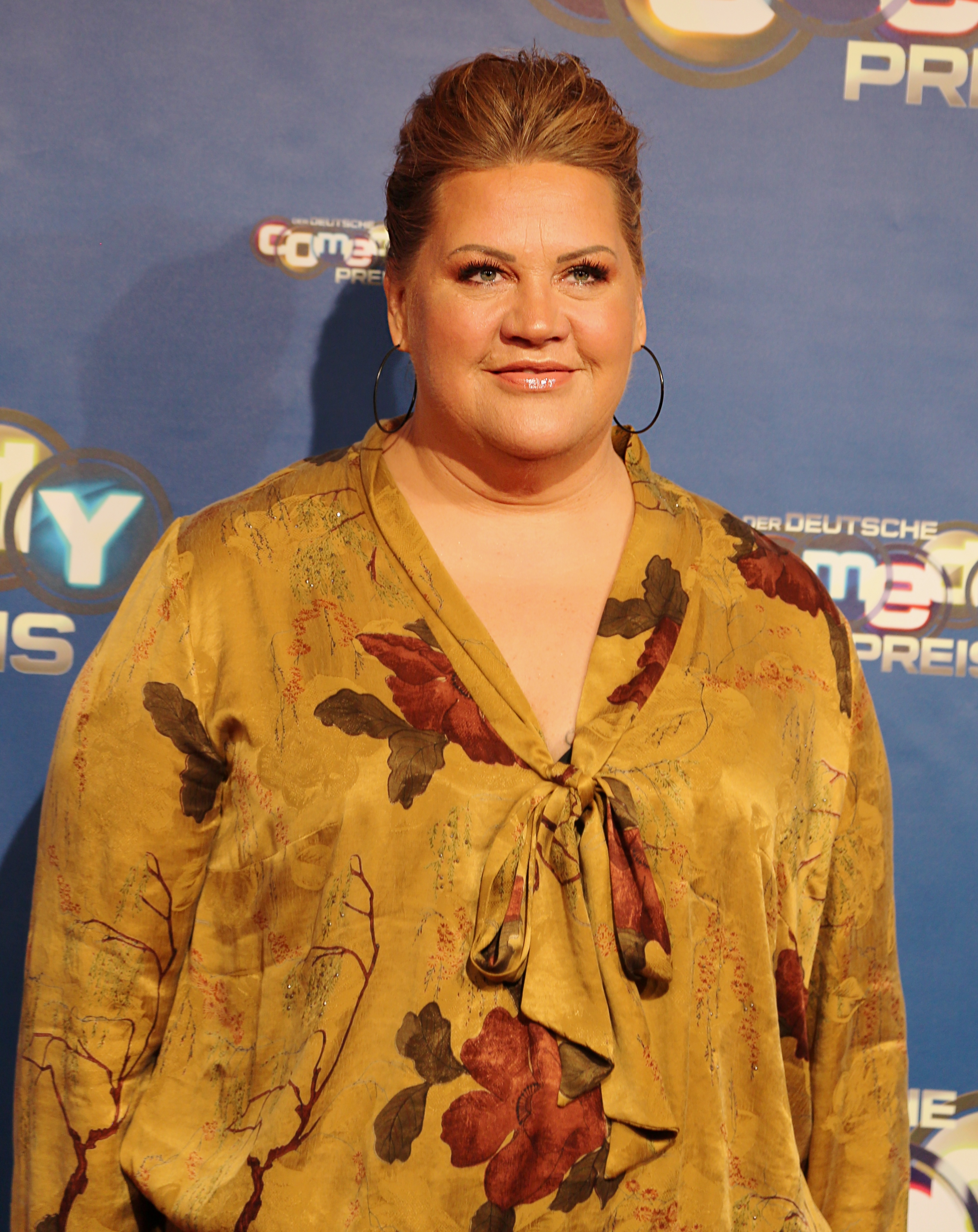
Ilka Bessin (2017)

Ilka Bessin [bɛˈsiːn] (* 18. November 1971 in Luckenwalde) ist eine deutsche Stand-up-Komikerin, die 2000 die Kunstfigur Cindy aus Marzahn erfand und diese Rolle in zahlreichen Bühnen- und Fernsehauftritten verkörpert.

## Leben und Karriere
Ilka Bessin wurde 1971 in Luckenwalde in der DDR als Tochter eines Fernfahrers und einer Näherin geboren. Sie hat eine ältere Schwester. Bessin absolvierte nach dem Schulabschluss zunächst von 1988 bis 1990 eine Ausbildung zur Köchin in der Großküche des VEB Wälzlagerwerk Luckenwalde. Ihre Anstellung als Köchin verlor sie 1990 zur Wendezeit. Anschließend machte sie eine Umschulung zur Hotelfachfrau. Sie arbeitete als Kellnerin in einem Restaurant, in dem sie später Geschäftsführerin wurde, dem Planet Hollywood in Berlin, als Komparsenbetreuung, und später als Animateurin auf einem Kreuzfahrtschiff. Nach ihrer Rückkehr nach Berlin war sie zunächst vier Jahre arbeitslos.

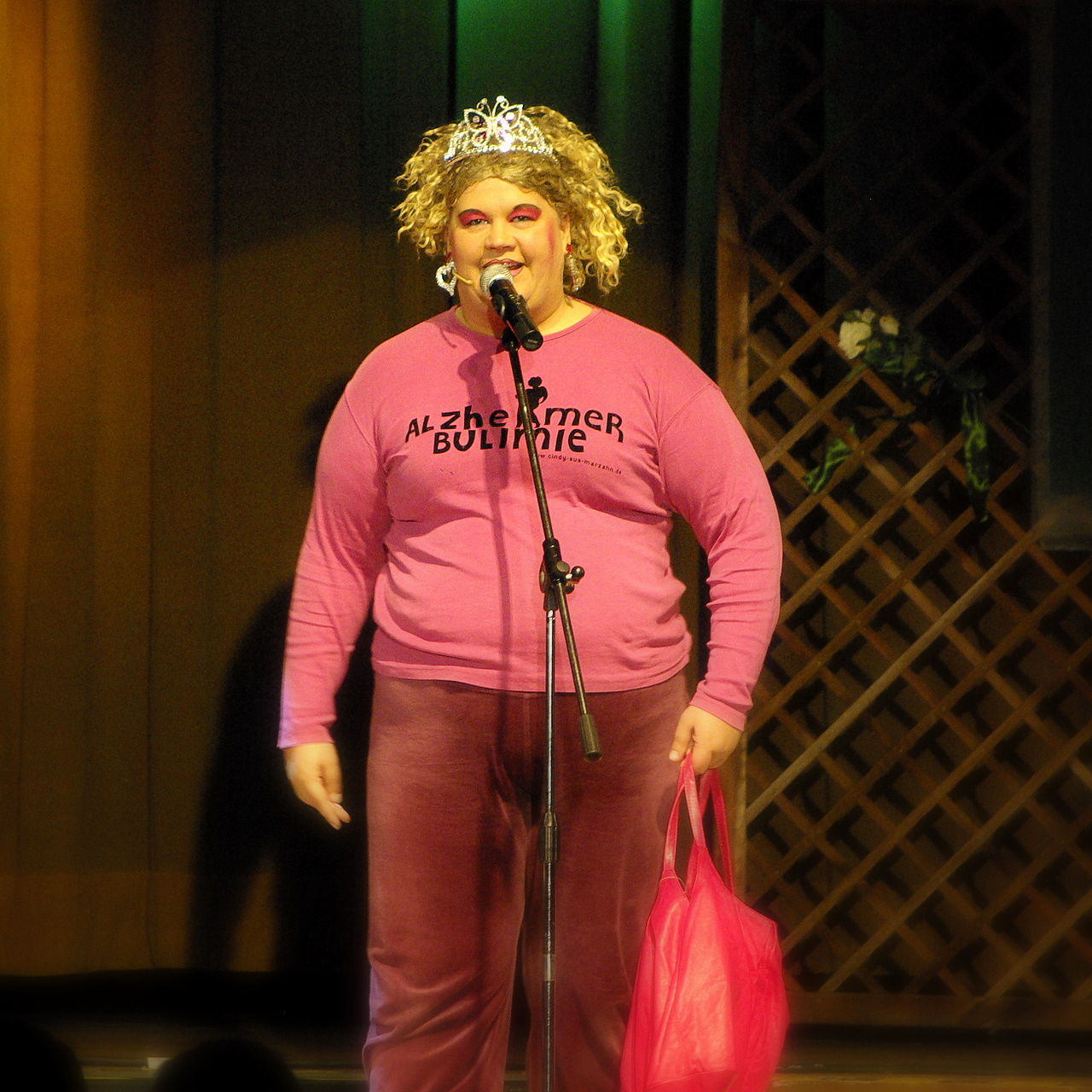
Bessin in ihrer Rolle als Cindy aus Marzahn (2008)

Anfang der 2000er Jahre entwickelte sie die Kunstfigur Cindy aus Marzahn, eine übergewichtige Langzeitarbeitslose aus Berlin-Marzahn, die schon seit längerer Zeit Arbeitslosengeld II bezieht. Der Figur, die geprägt ist durch ihre geringen Chancen auf dem Arbeitsmarkt und ihre Misserfolge bei Männern, verlieh sie eine fatalistische bis sarkastische Sicht auf die Dinge des Lebens. Außerdem pflegte die Figur Cindy durch eine pinkfarbene Kleidung und ein Diadem ein ironisches, zum Scheitern verurteiltes „Prinzessinnen-Image“. 2002 hatte sie in Folge 212 der Fernsehserie Hinter Gittern einen Gastauftritt. 2004 wollte Bessin sich als Kellnerin im Berliner Live Club des Quatsch Comedy Club bewerben, geriet am Telefon aber an denjenigen, der die Bühnentalente buchte. Er lud sie ein, bei der Quatsch Talentschmiede mitzumachen. Dort siegte sie 2005 im Jahresfinale, was ihr erster Erfolg als Komikerin war.
In der fünften Staffel der Comedyserie Schillerstraße spielte sie von Anfang 2009 bis April 2009 die Rolle der Vermieterin Ilka. Zwischen 2009 und 2012 hatte sie bei RTL eine wöchentliche Show mit dem Titel Cindy aus Marzahn & Die jungen Wilden, die in Halle (Saale) im Steintor-Varieté aufgezeichnet wurde. Es wurden vier Staffeln der Serie produziert. Im März 2011 sendete RTL Bessins Live-Programm Nicht jeder Prinz kommt uff’m Pferd, das in Cottbus aufgezeichnet wurde. Aufgrund der Nachfrage und des Erfolges wurde die Tour bis Februar 2012 verlängert, womit sie mehr als zwei Jahre andauerte und 200 Auftritte umfasste. Ende 2011 saß sie in der Jury der RTL-Fernsehsendung Comedy Grand Prix, in der Nachwuchstalente im Bereich Comedy gefördert wurden.
In der ersten von Markus Lanz moderierten Wetten, dass..?-Sendung im Oktober 2012 trat die Figur Cindy aus Marzahn als Assistentin von Lanz auf. Ihr mehrfacher Kleiderwechsel war eine Anspielung auf Michelle Hunziker, die mit Thomas Gottschalk vor dessen Ausscheiden Wetten, dass..? moderiert hatte. Am 22. Dezember 2012 widmete die New York Times Ilka Bessin in ihrer Samstagausgabe einen Artikel. Daraufhin stellte Spiegel Online die Frage, ob Bessin eventuell eine Weltkarriere bevorstünde, da sie den uramerikanischen Traum „vom Tellerwäscher zum Millionär“ verkörpere.
Von Dezember 2012 bis Juni 2013 war Bessin wieder Assistentin von Markus Lanz bei Wetten, dass..? Im Juni 2013 wurde ihr Ausstieg aus der Sendung bekannt. Sie begründete ihre Entscheidung mit zu wenig Zeit „aufgrund verschiedener neuer TV-Projekte“ sowie ihrer aktuellen Tournee. Im Juli 2013 wechselte sie von RTL zu Sat.1. Dort moderierte sie im September 2013 zusammen mit Oliver Pocher die Sendung Promi Big Brother. Während der zweiten Staffel von Promi Big Brother wechselte sie von der Moderation in die Rolle der „Mother of Big Brother“, in der sie die Bewohner des Hauses kommentierte. Ebenfalls während der zweiten Staffel moderierte sie eine Web-Show, die im Anschluss der TV-Ausstrahlung im Internet gezeigt wurde.
Für den Animationsfilm Wolkig mit Aussicht auf Fleischbällchen 2, der ab Oktober 2013 im Kino zu sehen war, sprach sie die deutsche Synchronstimme der Figur Barb. Im Sommer 2014 startete ihre eigene Show am Broadway. Das Live-Tourprogramm Pink is Bjutiful und die Bühnenshow Schwarz Rot Pink wurden im Oktober 2014 auf Sat.1 ausgestrahlt. 2015 war Bessin in einer Gastrolle im Film Der Nanny zu sehen. 2016 hatte sie im Kinofilm Elsterglanz und der Schlüssel für die Weibersauna einen Gastauftritt.
Anfang Juli 2016 gab sie in einem Spiegel-Interview bekannt, dass sie mit ihrer Kunstfigur Cindy aus Marzahn aufhören werde. Anfang Juni 2016 hatte sie in Mannheim ihren letzten Auftritt. Im Dezember 2016 trat Bessin ohne Verkleidung in der Fernsehsendung Menschen, Bilder, Emotionen auf.
Im Juli 2017 war sie Reporterin zum Thema „Soziale Ungerechtigkeit in Deutschland“ bei Stern TV. 2019 moderierte sie bei RTL zusammen mit dem Gartenarchitekt Bernd Franzen die Show Ran an den Rasen – Das Gartenduell. 2020 nahm sie mit Erich Klann an der 13. Staffel von Let’s Dance teil. Die Zuschauer wählten sie in der 12. Liveshow aus dem Wettbewerb, somit belegte das Paar den 5. Platz. Seit 2019 tritt Ilka Bessin unter ihrem eigenen Namen als Comedian auf.
In der Sendung RTL sagt Danke im August 2021 trat sie noch einmal in der Rolle ihrer Kunstfigur Cindy aus Marzahn auf und kündigte eine letzte Show zum Abschluss dieser Rolle an. Bessin lebt in Berlin-Wilmersdorf. Im August 2022 kehrte sie für ein RTL-Format zurück in ihre alte Rolle und stand für vier Folgen der Cindy aus Marzahn Show vor der Kamera. Ende 2023 kündigte Bessin für den Spätherbst 2024 den Start ihrer Tour Einmal Prinzessin und zurück an, in welcher sie erneut in die Rolle von Cindy aus Marzahn schlüpft.

## TV-Auftritte
als Cindy aus Marzahn
- 2004–2005: Quatsch Comedy Club, ProSieben
- 2009–2013: Cindy aus Marzahn und die jungen Wilden, RTL
- 2011: Der große Comedy Adventskalender, RTL, zusammen mit Atze Schröder
- 2011: Wetten, dass..?, ZDF, Mallorca Sommerausgabe mit Thomas Gottschalk
- 2012–2013: Wetten, dass..?, ZDF, zusammen mit Markus Lanz
- 2013–2015: Promi Big Brother, Sat.1, Staffel 1 Moderation mit Oliver Pocher, in Staffel 2 und 3 Sidekick von Jochen Schropp
- 2013: Der deutsche Fernsehpreis 2013, Sat.1
- 2013: Bezaubernde Cindy, Sat.1
- 2014–2016: Schwarz Rot Pink, Sat.1
- 2022: Die Cindy aus Marzahn Show, RTL
- 2024: Big Brother, Joyn[16]

als Ilka Bessin
- 2005: Verliebt in Berlin, Sat.1 (1× Folge, S1 F 19, als Fischverkäuferin)
- 2007–2009: Schillerstraße, Sat.1
- 2017: Stern TV, RTL (4 Ausgaben, Reporterin zum Thema „Soziale Ungerechtigkeit in Deutschland“)
- 2017–2020: Da kommst Du nie drauf!, ZDF
- 2018: Jede Antwort zählt, RBB
- 2018: Richtig witzig, Sat.1
- 2018–2019: Genial daneben – Das Quiz, Sat.1
- seit 2018: Zahltag! Ein Koffer voller Chancen, RTL
- 2019: Quatsch Comedy Club, Sky 1
- 2019: Comedians der Welt, Netflix (Kollektion 1 – Deutschland, Folge 2, Netflix Originalproduktion)
- 2019: Bin ich schlauer als...?, RTL
- 2019: Ran an den Garten, RTL
- 2020: Let’s Dance, RTL
- 2020: Wer wird Millionär? (Prominenten-Special), RTL
- 2020: Genial oder Daneben?, Sat.1
- 2020: Binge Reloaded, Prime Video
- 2020: Pocher – gefährlich ehrlich!, RTL
- 2021: Zeugnis für Deutschland, RTL
- 2021: Buchstaben Battle, Sat.1
- 2021: 5 gegen Jauch, RTL
- 2021: RTL Topnews, RTL[17]
- 2021: Die Abrechnung des Jahres, RTL[18]
- 2021–2022: Echt jetzt?!, RTL
- 2022: 7 Tage, 7 Köpfe, RTL
- 2024: 40 Jahre RTL – Das große Jubiläumsquiz, RTL
- 2024: Quatsch Comedy Show,  Pro 7

## Filmografie (Auswahl)
- 2015: Der Nanny
- 2016: Robinson Crusoe (Synchronisation)
- 2018: Vielmachglas
- 2018: Klassentreffen 1.0
- 2018: Hot Dog
- 2020: Binge Reloaded
- 2022: Stasikomödie

## Diskografie
- 2008: Schizophren – Ich wollte ’ne Prinzessin sein CD&DVD
- 2010: Nicht jeder Prinz kommt uff’m Pferd! CD&DVD
- 2014: Pink is bjutiful CD&DVD

## Buch
- Abgeschminkt. Das Leben ist schön – Von einfach war nie die Rede. Die Frau, die „Cindy aus Marzahn“ war. Heyne Verlag, München 2018, ISBN 978-3-453-20716-5.

## Hörbuch
- Abgeschminkt - Das Leben ist schön, von einfach war nie die Rede - Die Frau, die Cindy aus Marzahn war Sprecherin Ilka Bessin, Audio-To-Go, Elsdorf 2019, ISBN 978-3-96443-483-8. (2 CDs)

## Auszeichnungen
Deutscher Comedypreis
- 2007: Bester Newcomer
- 2009: Bestes TV-Soloprogramm
- 2009: Beste Komikerin
- 2010: Beste Komikerin
- 2011: Beste Komikerin
- 2012: Beste Komikerin

Goldene Kamera
- 2013: „Beste Unterhaltungsshow“ als Co-Moderatorin von „Wetten, dass..?“

Das große Kleinkunstfestival
- 2006: Publikumspreis

Quatsch Comedy Club
- 2004: Siegerin Kleinkunstwettbewerb
- 2005: Siegerin Kleinkunstwettbewerb

Radio Regenbogen Award
- 2010: Beste Comedy

Bravo Otto
- 2012: Silber in der Kategorie „Comedian“

Szenepreis national der Zeitschrift blu
- 2010: TV-Format des Jahres für „Cindy aus Marzahn und die jungen Wilden“